# Gray Matter
Gray Matter (укр. Сіра речовина) — американський панк-рок-гурт, заснований 1983 року.

## Про гурт
Гурт Gray Matter було засновано 1983 року в Вашингтоні, округ Колумбія. До його складу входили гітарист Марк Хаггерті, барабанщик Данте Феррандо, гітарист Джефф Тернер та бас-гітарист Стів Найлз. Хаггерті та Феррандо до цього грали в гурті Iron Cross, а Джефф Тернер володів власною студією та лейблом WGNS. Зібравшись разом, музиканти грали панк-рок, надихаючися британськими гуртами.
Перший концерт гурту відбувся влітку 1984 року. Наприкінці року вони вирушили в студію відомого панк-рокового лейблу Dischord Records, де за допомогою Яна Маккея з Minor Threat записали декілька пісень. Окрім власних композицій вони також виконали кавер-версію The Beatles «I Am the Walrus». Наступний мініальбом гурту Take It Back вийшов 1985 року, під час так званого «революційного літа», коли багато вашингтонських гуртів об'єдналися навколо лейблу Dischord Records, щоб привернути увагу до проблем суспільства.
Восени 1985 року в гурті сталися зміни, прийшов новий барабанщик Джон Кірштен. Восени 1986 року музиканти Gray Matter розійшлися по інших колективах. Гурт ненадовго возз'єднався на початку 1990-х років, записавши альбом Thog, але 1993 розпався назавжди.

## Дискографія
- 1985 — Food For Thought
- 1986 — Take It Back (EP)
- 1991 — Gray Matter (сингл)
- 1992 — Second Guess (спліт-сингл з Severin)
- 1992 — Thog[2]